# Voitures piégées de Londres en 2007

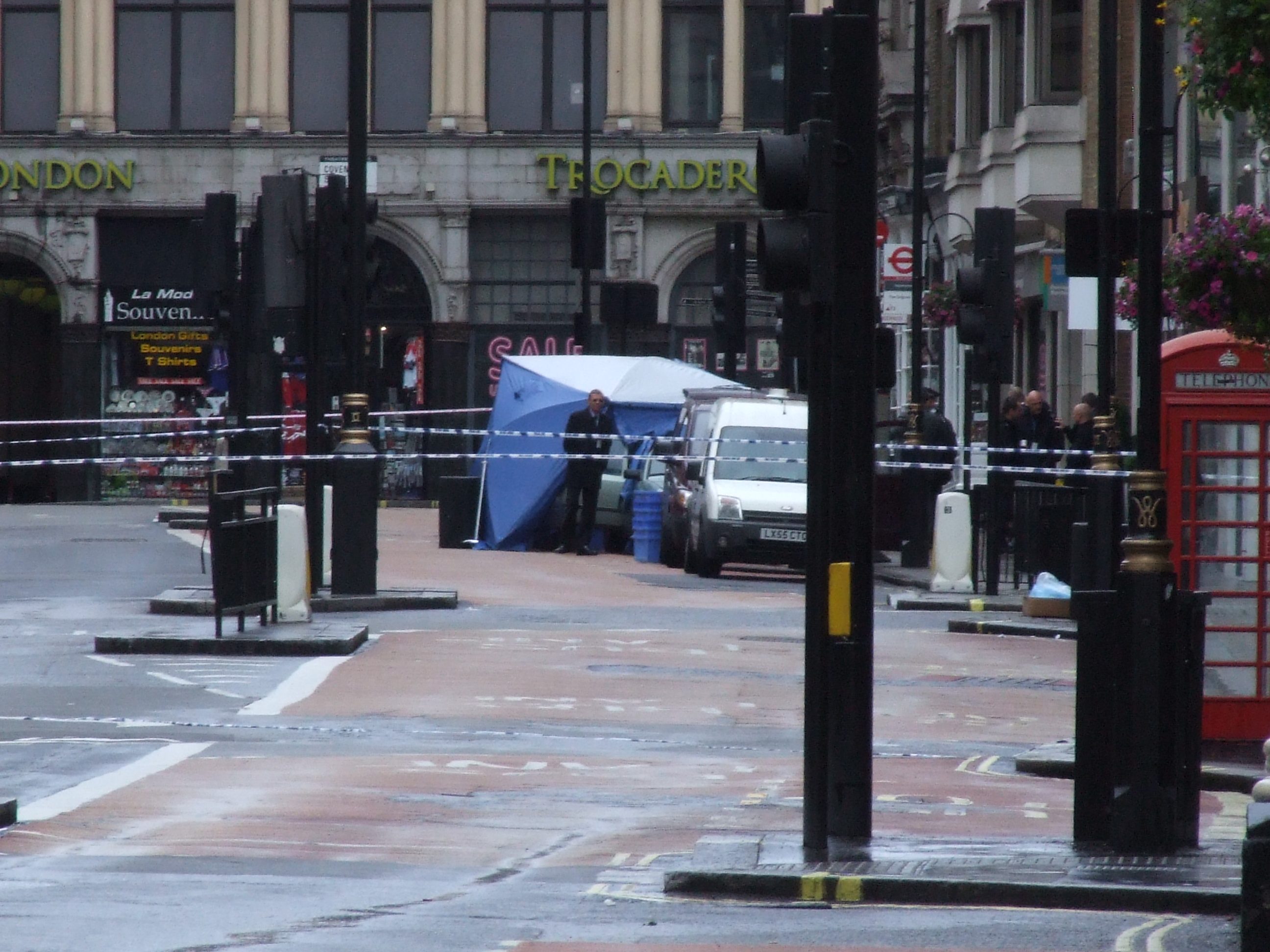
Sécurisation d'une des voitures piégées dans la rue Haymarket

Deux voitures piégées ont été découvertes à Londres dans la nuit du 29 juin 2007. Elles étaient garées dans Haymarket et Cockspur Street, dans West End, au centre de la ville. Cet évènement, avec celui contre l'aéroport international de Glasgow le jour suivant ont poussé les autorités britanniques à décréter l'état d'alerte maximum en Grande-Bretagne.

## Première voiture
Une Mercedes-Benz W124 sur Haymarket, dans le quartier des spectacles. 

## Deuxième voiture
Une Mercedes-Benz W123 garée illégalement sur Cockspur Street, près de Trafalgar Square, est emmenée par la fourrière à Park Lane, le long d'Hyde Park. La voiture dégageant une forte odeur de pétrole, la fourrière a pris contact avec la police.
À l'intérieur des deux véhicules, la police a découvert des dizaines de litres d’essence, des bonbonnes de gaz et un très grand nombre de clous. Elles ont pu être désamorcées à temps.
Auteurs : Bilal Abdullah et Kafeel Ahmed, militants islamistes.